# ان‌جی‌کی (فیلم)
ان‌جی‌کی (به تامیلی: NGK) فیلمی محصول سال ۲۰۱۹ و به کارگردانی سلواراغاوان است. در این فیلم بازیگرانی همچون سوریا، راکول پریت سینگ، سای پالاوی ایفای نقش کرده‌اند.